# Arnaud Art
Arnaud Art (* 28. Januar 1993 in Hannut) ist ein belgischer Leichtathlet, der sich auf den Stabhochsprung spezialisiert hat.

## Sportliche Laufbahn
Arnaud Art tritt seit 2009 in Wettkämpfen im Stabhochsprung an. Damals belegte er den fünften Platz bei den Belgischen Meisterschaften. Im Juli gewann er mit Bestleistung von übersprungenen 4,85 m die Goldmedaille beim Europäischen Olympischen Sommer-Jugendfestival in Tampere. 2010 schaffte er die Qualifikation für die erstmals ausgetragenen Olympischen Jugendspiele in Singapur. Dabei gelang ihm der Einzug in das Finale, in dem er den sechsten Platz belegte. Einen Monat darauf übersprang er erstmals die Marke von 5 Metern. 2011 wurde Art Belgischer Hallenvizemeister. Im Juli bei den U20-Europameisterschaften in Tallinn an. Auch dabei gelang ihm der Einzug in das Finale, in dem er den achten Platz belegte. Kurz darauf siegte er bei den nationalen U23-Meisterschaften und verbesserte seine Bestleistung dabei auf 5,30 m. 2012 wurde er erstmals Belgischer Hallenmeister. Im Sommer trat er bei den U20-Weltmeisterschaften in Barcelona an. Dort konnte er zwar in das Finale einziehen, dort scheiterte er dann allerdings an seiner Einstiegshöhe und brachte keinen gültigen Versuch zu Stande.
2013 verbesserte sich Art auf 5,41 m. 2014 wurde er erstmals Belgischer Meister in der Freiluft, bevor er sich im Juli auf 5,55 m steigerte. Einen Monat später nahm er bei den Europameisterschaften in Zürich erstmals an internationalen Meisterschaften bei den Erwachsenen teil, scheiterte allerdings in der Qualifikation. 2015 nahm er an den U23-Europameisterschaften in Tallinn teil, bei denen er den siebten Platz belegte. Im Anschluss verteidigte er den Belgischen Meistertitel erfolgreich und steigerte sich zudem auf 5,60 m, wodurch er die Qualifikation für die Weltmeisterschaften in Peking schaffte. Dort scheiterte er allerdings, wie bei den Europameisterschaften ein Jahr zuvor, in der Qualifikation. Ein Jahr später nahm er in Amsterdam an seinen zweiten Europameisterschaften teil, bei denen ihm diesmal der Einzug in das Finale gelang. Darin übersprang er 5,30 m und ließ damit einen Athleten hinter sich. 2017 wurde Art erneut Belgischer Meister. Im Juli verbesserte er sich bei zwei aufeinanderfolgenden Wettkämpfen in Köln und Leverkusen auf 5,70 m bzw. 5,71 m und verbesserte damit den alten Nationalrekord, den zuvor mit 5,70 m Thibaut Duval und Kevin Rans innehatten. Den aktuellen Landesrekord hält inzwischen Ben Broeders. Damit erfüllte Art die Norm für die Weltmeisterschaften in London. Dort gelang ihm der Einzug in das Finale, in dem ihm allerdings kein gültiger Versuch gelang. 2018 verbesserte sich Art noch einmal leicht bis auf 5,72 m und trat im August bei den Europameisterschaften in Berlin an, bei denen er in das Finale einzog und darin den neunten Platz belegte. In den folgenden Jahren kam er zunächst nicht in die Nähe seiner Bestleistungen heran.

## Wichtige Wettbewerbe
| Jahr                | Veranstaltung                           | Ort                 | Platz               | Disziplin           | Höhe                |
| Startet für Belgien | Startet für Belgien                     | Startet für Belgien | Startet für Belgien | Startet für Belgien | Startet für Belgien |
| ------------------- | --------------------------------------- | ------------------- | ------------------- | ------------------- | ------------------- |
| 2009                | Europäisches Olympisches Jugendfestival | Tampere             | 1.                  | Stabhochsprung      | 4,85 m              |
| 2010                | Olympische Jugendspiele                 | Singapur            | 6.                  | Stabhochsprung      | 4,85 m              |
| 2011                | U20-Europameisterschaften               | Tallinn             | 8.                  | Stabhochsprung      | 5,10 m              |
| 2012                | U20-Weltmeisterschaften                 | Barcelona           |                     | Stabhochsprung      | o.g.V. (Finale)     |
| 2014                | Europameisterschaften                   | Zürich              | 16.                 | Stabhochsprung      | 5,30 m              |
| 2015                | U23-Europameisterschaften               | Tallinn             | 7.                  | Stabhochsprung      | 5,30 m              |
| 2015                | Weltmeisterschaften                     | Peking              | 31.                 | Stabhochsprung      | 5,40 m              |
| 2016                | Europameisterschaften                   | Amsterdam           | 11.                 | Stabhochsprung      | 5,30 m              |
| 2017                | Weltmeisterschaften                     | London              |                     | Stabhochsprung      | o.g.V. (Finale)     |
| 2018                | Europameisterschaften                   | Berlin              | 9.                  | Stabhochsprung      | 5,65 m              |

## Persönliche Bestleistungen
Freiluft
- Stabhochsprung: 5,72 m, 18. Juli 2018, Liège

Halle
- Stabhochsprung: 5,62 m, 27. Januar 2018, Rennes